# Општина Доклин
Доклин (рум. Doclin) општина је у Румунији у округу Караш-Северин.
Oпштина се налази на надморској висини од 243 m.